# Liza persicus
Liza persicus és un peix teleosti de la família dels mugílids i de l'ordre dels perciformes.

## Morfologia
Pot arribar als 30 cm de llargària total.

## Distribució geogràfica
Es troba a les costes de Bahrain i Qatar.